# Microcharops taiticus
Microcharops taiticus là một loài tò vò trong họ Ichneumonidae.